# اس‌اس مغولستان (۱۹۰۳)
اس‌اس مغولستان (۱۹۰۳) (به انگلیسی: SS Mongolia (1903)) یک کشتی بود که طول آن ۶۱۵ فوت ۸ اینچ (۱۸۷٫۶۶ متر) بود. این کشتی در سال ۱۹۰۳ ساخته شد.